# Azorella corymbosa
Azorella corymbosa är en flockblommig växtart som först beskrevs av Hipólito Ruiz López och Pav., och fick sitt nu gällande namn av Christiaan Hendrik Persoon. Azorella corymbosa ingår i släktet Azorella och familjen flockblommiga växter. Inga underarter finns listade i Catalogue of Life.